# Конвергентна еволюція
Конвергентна еволюція, конвергенція — еволюційний процес, результатом якого є формування комплексу схожих ознак у представників неспоріднених (немонофілетичних) груп. Наслідком конвергентної еволюції є конвергентна схожість, тобто схожість організмів, заснована не на їхній спорідненості, а на близькому наборі ознак, що сформувався незалежно в різних групах. Основною причиною конвергентної еволюції вважається схожість екологічних ніш даних організмів.
Наприклад, відомим випадком конвергентної еволюції є формування схожих форм тіла у хижих акул, іхтіозаврів (дані — за викопними залишками) і дельфінів. Екологічна ніша великого рухомого водного хижака — однакова для всіх трьох груп і висуває схожі вимоги до форми тіла тварини. При цьому, проте, багато основних характеристик класів, до яких належать три перераховані групи, зберігаються у даних груп. Проте в іхтіозаврів і дельфінів пояс задніх кінцівок редукований.
Ще одним прикладом конвергентної подібності є формування жорсткого важкого скелета із захисною функцією в різних групах сидячих тварин. Такі скелети характерні для губок (Porifera), кнідарій (Cnidaria), коралів (Anthozoa) і покривників (Urochordata).
Інколи термін «конвергентна еволюція» застосовується і до культурної еволюції та означає еволюцію, за якою подібні культурні ознаки розвинулися в подібних природних умовах різними народами з різними спадковими культурами.